# البهیاه
ال بهیاه یک منطقهٔ مسکونی در یمن است که در استان لحج واقع شده‌است.